# М41 (тепловоз)
Тепловоз М41 — тепловоз с гидромеханической трансмиссией, производившийся в 1973-1983 годах для нужд Венгерских государственных железных дорог (MÁV) на заводе МАВАГ. Тепловоз имеет прозвище «Csörgő» («чёргё» — грохочущий).
Предусматривалось, что тепловоз будет водить пассажирские поезда по неэлектрифицированным линиям. Требования заказчика предусматривали осевую нагрузку не выше 16,5 т (с тем, чтобы можно было использовать тепловоз на линиях со слабым верхним строением пути), её удалось реализовать, только используя гидравлическую тяговую передачу.
107 тепловозов с заводскими номерами 2101–2207 были изготовлены на заводе Ganz–MÁVAG, а ещё 7 с номерами 001–007 - на заводе GySEV (венг. Győr–Sopron–Ebenfurti Vasút).
Тепловоз имеет четырёхтактный V-образный 12-цилиндровый дизельный двигатель.
Тепловоз экспортировался в Грецию (Организация железных дорог Греции) и Тунис (Тунисские железные дороги).